# Ристмяги, Эрнст Вильгельмович
Эрнст Вильгельмович Ристмяги (13 февраля 1907 года, Санкт-Петербург — 26 декабря 1976 года, Таллин) — советский партийный и государственный деятель.

## Биография
С 1928 года принадлежал к ВКП(б), с октября 1929 по октябрь 1930 года служил в Красной Армии, с марта 1933 по январь 1936 был токарем и партийным организатором ВКП(б) на заводе в Ленинграде, а с февраля 1936 по июль 1937 слушатель курсов пропагандистов в Высшей партийной школе при ЦК ВКП(б).
С июля 1937 по январь 1938 года он был инструктором районного комитета ВКП(б) в Ленинграде, с января 1938 по сентябрь 1939 — бригадир механического завода в Ленинграде, с сентября 1939 по январь 1941 — студент Академии народного хозяйства им. Кагановича, а с января по сентябрь 1941 — Московской Высшей технической школы им. Баумана.
С ноября 1941 по сентябрь 1944 был бригадиром промшколы и заместителем секретаря комитета ВКП(б) металлургического комбината в Нижнем Тагиле, с октября до декабря 1944 года возглавлял промышленный отдел горкома Коммунистической Партии (большевиков) Эстонии, в Таллинне, с декабря 1944 по сентябрь 1945 года был секретарем горкома КП(б)Э в Таллине, а с сентября 1945 по ноябрь 1946 — 1-м секретарем райкома КП(б)Э в Харьюмаа.
С 1 ноября 1946 года по 27 декабря 1949 года был министром местной промышленности Эстонской ССР, с декабря 1949 по февраль 1951 — постоянным представителем Совета Министров Эстонской ССР при Совете Министров СССР, с 3 января до 5 февраля 1951 года был министром легкой промышленности Эстонской ССР, а с сентября 1951 по май 1952 — 1-м секретарем Комитета Городского КП(б)Э в Таллинне.
С 27 сентября 1951 года по 11 апреля 1958 он был членом Бюро ЦК КП(б)Э, с мая 1952 по май 1953 — 1-м секретарем Таллиннского областного комитета КПЭ, а с 27 апреля по 19 сентября 1953 года — министром легкой и пищевой промышленности Эстонской ССР.
С 4 ноября 1953 до 10 октября 1955 года был министром промышленности товаров широкого спроса Эстонской ССР. С 30 ноября 1955 года до 11 апреля 1958 был секретарем ЦК КПЭ, а с июня 1958 по январь 1962 года был директором завода в Таллине, затем вышел на пенсию.